# Gustaph
Gustaph, artiestennaam van Stef Caers (Leuven, 5 juli 1980), is een Belgische singer-songwriter, muzikant, muziekproducent en zangdocent aan HOGENT en Hogeschool PXL.
Hij trad aanvankelijk op onder de naam Steffen, maar verwierf ruimere bekendheid als Gustaph door zijn deelname aan het Eurovisiesongfestival 2023 in Liverpool (Verenigd Koninkrijk), waar hij voor België de zevende plaats wist te veroveren met Because of You, een song over zelfacceptatie.

## Biografie
Caers volgde middelbare studies aan de Academie voor Muziek-Woord-Dans van Heist-op-den-Berg. Hij studeerde af als producer aan het muziekconservatorium van Gent.

### Muziek

#### Steffen
Op zijn achttiende tekende Caers zijn eerste platencontract onder artiestennaam Steffen.  Als negentienjarige, nog tijdens de studies, scoorde hij in het jaar 2000 een hit als Steffen met het lied Gonna Lose You, dat in de Vlaamse Ultratop 50 de 22ste plaats haalde en op de radiozenders Radio 2 en Donna vaak te horen was. Caers won in dat jaar ook de Radio 2 Zomerhit in de nevencategorie "Het debuut". De vervolgsingle, Sweetest Thing, was een bescheidener succes: dit lied bleef in de tipparade steken. Zijn succes kende echter ook een negatieve zijde in die periode, hij kreeg immers van vakgenoten geregeld te horen om zijn homoseksualiteit beter geheim te houden om zijn populariteit niet te ondermijnen. Caers liet later optekenen dat zijn liedjes als Steffen, die hij schreef als zestienjarige, niet helemaal in de lijn van zijn stijl liggen. Het bleef dan ook bij deze singles onder die naam.

#### Allround performer
Omdat Cears zichzelf niet kon zijn was hij teleurgesteld en keerde hij de Vlaamse showbizz de rug toe. Hij zei de muziekwereld echter geen vaarwel en rondde zijn studies met succes af. Caers legde zich daarna toe op studiowerk en het schrijven van muziek, waaronder voor commercials. Hij maakte ook jingles voor Radio Donna en Q-music. Hij werd een allround performer en bleef ook op het podium actief onder meer als pianist, achtergrondzanger en bracht ook verschillende hommages.

#### Gustaph
Caers treedt sinds 2008 op onder de naam Gustaph. Die artiestennaam is een verwijzing naar Gustaaf, een oom van zijn vader. Vier jaar later begon hij te zingen bij en te schrijven voor Hercules & Love Affair, een groep die vooral bekendheid geniet in de lgbt-gemeenschap. Daardoor zag Gustaph een stuk van de wereld en stond zo onder meer op Pukkelpop, Glastonbury en shows van Chanel, waardoor hij modeontwerper Karl Lagerfeld leerde kennen. In deze periode bij Hercules & Love Affair is Gustaph begonnen met het dragen van een hoed op het podium, om badhairdays van het reizen te camoufleren. Hoeden werden een typisch kenmerk van hem. In 2018 stapte Gustaph uit de groep.
De VRT had Gustaph gevraagd voor Eurosong in 2016, maar zijn agenda en plannen met Hercules & Love Affair verhinderden dat plan. Wel ging hij tweemaal naar het Eurovisiesongfestival als achtergrondzanger. Eerst in 2018 bij Sennek met het lied A Matter of Time en daarna in 2021 bij Hooverphonic met The Wrong Place. Voor zangeres Geike Arnaert van Hooverphonic was hij daarnaast ook stemcoach. In beide gevallen stond hij niet op het podium.

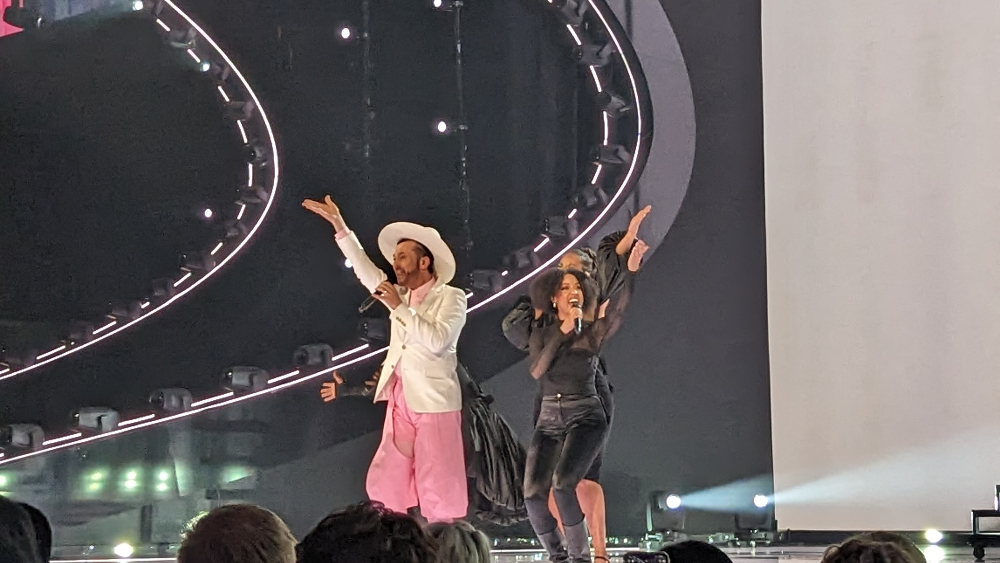
Gustaph op de repetitie voor de tweede halve finale van het Eurovisiesongfestival

In januari 2023 nam Gustaph deel aan Eurosong 2023, de Vlaamse preselectie voor het Eurovisiesongfestival 2023. Net als de andere kandidaten, had hij hiervoor twee nummers uitgebracht, namelijk The Nail en Because of You. Nadat hij deze in de voorrondes allebei zong, werd door de jury, bestaande uit medekandidaten, aangeraden Because of You te zingen tijdens de liveshow op 14 januari 2023 in Paleis 12 te Brussel, waarmee hij instemde. Because Of You is een nummer over zelfacceptatie. Hij schreef dit samen met Jaouad Alloul. Gustaph won Eurosong 2023 uiteindelijk met één punt voorsprong op The Starlings, waardoor hij verkozen was als de Belgische inzending voor het Eurovisiesongfestival in het Britse Liverpool in mei dat jaar. Daar haalde hij uiteindelijk de finale en daarin de zevende plaats met 182 punten waarvan 55 van het publiek.
Because of You stond 31 weken in de Ultratop. De single werd in de zomer genomineerd voor de Radio 2 Zomerhit. Gustaph haalde de finale van Zomerhit, waar Pommelien Thijs won met Erop of eronder. Tijdens een van de Zomerhitshows trad hij samen op met Kate Ryan om Madonna te eren naar aanleiding van haar 60-jarige verjaardag. Gustaph werd daarnaast vier keer genomineerd voor de Music Industry Awards 2023. Individueel voor de publieksprijzen 'doorbraak' en 'beste pop' en met Because of you voor de sectorprijs 'beste videoclip' en de belangrijkste publieksprijs 'hit van het jaar'. Hij kon geen van deze nominaties verzilveren.
Behalve in Zomerhit trad Gustaph die zomer meermaals op bij de Parkies-concerten van Radio 2 en was hij te gast op het slotfeest van de nationale feestdag, op de Vlaamse feestdag en op de Gentse Feesten.
Na Eurosong en het songfestival dook Gustaph op in meerdere tv-programma's als muzikale gast (De Toots Sessies, Music Industry Awards 2023, Kastaars! 2022), praatgast (Vrede op aarde, Amai zeg wauw!, Iedereen beroemd) of quizkandidaat (De Slimste Mens ter Wereld 2023, De dag van vandaag). Op 16 december was hij een van de genodigde zangers voor het Radio2 The Rat Pack in Concert, The Christmas Edition met de VRT Bigband in de Antwerpse Koningin Elisabethzaal. Op 24 en 25 december werd het concert op VRT 1 uitgezonden.
In het najaar van 2023 bracht hij de single Already know uit. Begin 2024 verscheen een duet met Merol, Vernissage, een nummer dat ze brachten in 2023 in een Radio 1 Sessie rond Merol.
In de zomer van 2024 was Gustaph opnieuw genomineerd voor de Radio2 Zomerhit, deze keer met het lied Faith in what you feel.
In het najaar was hij een van de deelnemers van The Masked Singer. Hij was er verkleed als Feniks. Hij haalde de finale en werd daarin tweede.
In 2025 is Gustaph te zien als leerkracht in de tweede serie van #LikeMe.
In Eurosong 2025 was hij een van de juryleden die de liederen op tv mocht becommentariëren. Winnaar Red Sebastian kreeg op het conservatorium les van Gustaph.
Op 28 maart 2025 verscheen zijn debuutplaat Look at us now. Later dat jaar was hij genomineerd voor de VRT Zomerhit met Like You.

### Naast showbizz
Caers is ook docent aan de Hogeschool Gent binnen de opleiding jazz / pop (KASK) en aan de pop- en rockmuziekopleiding van Hogeschool PXL. Hij was ook actief als componist-arrangeur bij een reclamebureau. Vanwege de vele optredens die voortvloeiden uit zijn deelname aan het songfestival, werden zijn andere activiteiten even terzijde geschoven.

## Carrière

### Hitnotaties

#### Singles
| Single met hitnotering(en) in de Vlaamse Ultratop 50 | Datum van verschijnen | Datum van binnenkomst | Hoogste positie | Aantal weken | Opmerkingen                                   |
| ---------------------------------------------------- | --------------------- | --------------------- | --------------- | ------------ | --------------------------------------------- |
| Gonna Lose You                                       | 2000                  | 13-05-2000            | 22              | 7            | Als Steffen                                   |
| Sweetest Thing                                       | 2000                  | 21-10-2000            | tip 11          |              | Als Steffen                                   |
| Running                                              | 2014                  | 20-12-2014            | tip 51          |              | Samen met Blende                              |
| Because of You                                       | 2023                  | 22-01-2023            | 2               | 31           | Inzending Eurovisiesongfestival 2023, platina |
| Already Know                                         | 2023                  | 18-11-2023            | 20              | 12           |                                               |
| Faith In What You Feel                               | 2024                  | 02-06-2024            | 29              | 12           |                                               |
| Really Mine                                          | 2025                  | 08-02-2025            | 34              | 4            |                                               |

#### Albums
| Album met hitnotering(en) in de Vlaamse Ultratop 200 albums | Datum van verschijnen | Datum van binnenkomst | Hoogste positie | Aantal weken | Opmerkingen |
| ----------------------------------------------------------- | --------------------- | --------------------- | --------------- | ------------ | ----------- |
| Look at us now                                              | 2025                  | 05-04-2025            | 5               | 8            |             |

### Singles en ep's
| Liedje        | Uitgavejaar | Extra                               |
| ------------- | ----------- | ----------------------------------- |
| Same thing    | 2011        |                                     |
| Jaded         | 2011        |                                     |
| Second coming | 2020        | Samen met Adem Joseph               |
| Call          | 2022        | Samen met Lady Linn                 |
| The nail      | 2023        | Lied dat hij zong bij Eurosong 2023 |

### Componist
| Anno      | Artiest/Groep       | Titel                      | Opmerkingen           |
| --------- | ------------------- | -------------------------- | --------------------- |
| 1995      | Patrick Vinx        | Then I'll kiss you         | 1 v/d 2 tracks        |
| 1996      | Patrick Vinx        | Never known                | 1 v/d 2 tracks        |
| 1999      | Lisa M.             | Find a way                 | Voor alle tracks      |
| 2000-2001 | Steffen             | Alle drie songs            | Voor alle tracks      |
| 2004      | Sofie & So Four     | Tell me something good     | 1 v/d 12 tracks       |
| 2005      | Leki                | Warrior Girl               | 1 v/d 18 tracks       |
| 2006      | Lalalover           | The revelation op Popgrond | Compilaties-cd vol. 4 |
| 2014      | Mumbai Science      | Déjà vu                    | 1 v/d 11 tracks       |
| 2016      | TJ Kong & Modular K | WPH TEN-3                  | 1 v/d 2 tracks        |

### Productie
| Anno | Artiest/Groep | Titel               | Opmerkingen    |
| ---- | ------------- | ------------------- | -------------- |
| 2005 | Elsie Moraïs  | Rhythm of the night | Op alle tracks |

### Pianist
| Anno | Artiest/Groep | Titel        | Opmerkingen        |
| ---- | ------------- | ------------ | ------------------ |
| 2005 | Leki          | Warrior Girl | 1 van de 18 tracks |
| 2005 | Mo & Grazz    | Step one     | Op de track        |
| 2009 | Mo & Grazz    | Gemini       | 5 van de 12 tracks |

### Achtergrondzanger

#### Albums
| Anno | Backing vocals bij | Titel                 | Opmerkingen         |
| ---- | ------------------ | --------------------- | ------------------- |
| 2003 | Mama's Jasje       | Zwart op wit          | Op alle tracks      |
| 2003 | Peter Evrard       | Rhubarb               | 1 van de 14 tracks  |
| 2004 | Moiano             | Soulschool            | Op alle tracks      |
| 2005 | Wouter             | Rock on               | Op alle tracks      |
| 2005 | Skeemz             | Ain't you heard       | Op alle tracks      |
| 2006 | Dana Winner        | Als je lacht          | 2 van de 13 tracks  |
| 2006 | Mo & Grazz         | Fallin' upon Def Ears | 4 van de 11 tracks  |
| 2006 | Wendy Van Wanten   | Woman in love         | Op alle tracks      |
| 2006 | Udo                | U-Turn                | 11 van de 12 tracks |
| 2007 | Baloji             | Hotel Impala          | 1 van de 17 tracks  |
| 2007 | Mega Mindy         | Mega Mindy            | 10 van de 12 tracks |
| 2007 | Zap Mama           | Supermoon             | 1 van de 12 tracks  |
| 2007 | Willy Sommers      | Ik denk aan jou       | 11 van de 12 tracks |
| 2007 | De Romeo's         | Non Stop Party!       | Op alle tracks      |
| 2007 | Het huis Anubis    | Het Huis Anubis       | 11 van de 12 tracks |
| 2007 | Jan De Vos         | Et voilà              | Op alle tracks      |
| 2009 | Amika              | Amika                 | Op alle tracks      |
| 2009 | Moiano             | 2nd Line              | Op alle tracks      |
| 2010 | Lize Accoe         | Me, versatile me      | Op alle tracks      |
| 2010 | N8N                | Who is he?            | 8 van de 13 tracks  |
| 2011 | Bart Kaëll         | Hallo hier ben ik     | 2 van de 12 tracks  |
| 2011 | Bobo               | Bobo                  | Op alle tracks      |
| 2011 | Kevin              | Thank you!            | 9 van de 10 tracks  |
| 2013 | Bart Kaëll         | Bart Kaëll 30         | 1 van de 30 tracks  |
| 2013 | Kathleen           | Vlinders              | Op alle tracks      |
| 2014 | Lady Linn          | High                  | 6 van de 10 tracks  |
| 2015 | Ghost Rockers      | Ghost Rockers         | Op alle tracks      |
| 2016 | Ghost Rockers      | De Beat               | Op alle tracks      |
| 2017 | Willy Sommers      | Boven de wolken       | 1 van de 12 track   |
| 2019 | Mo & Grazz         | Defiant               | 4 van de 9 tracks   |

#### Singles
| Anno | Backing vocals bij | Titel                                               | Opmerkingen       |
| ---- | ------------------ | --------------------------------------------------- | ----------------- |
| 2003 | Mama's Jasje       | Het is over, Voor jou alleen                        | Op alle tracks    |
| 2003 | Peter Evrard       | For you                                             | 1 van de 4 tracks |
| 2004 | Mama's Jasje       | Verloren zaak, Bondgenoot, De illusie, Zwart op wit | Op alle tracks    |
| 2004 | Skeemz             | Ready                                               | 1 van de 2 tracks |
| 2004 | Guus Meeuwis       | Bondgenoot                                          | Op alle tracks    |
| 2005 | Wouter             | Walking in Memphis                                  | 1 van de 3 tracks |
| 2006 | Udo                | Winter in July                                      | Op alle tracks    |
| 2006 | Natalia            | Rid of you                                          | 1 van de 2 tracks |
| 2006 | Wouter             | Freefall                                            | Op alle tracks    |
| 2006 | Willy Sommers      | Laat de zon in je hart                              | Op alle tracks    |
| 2006 | Willy Sommers      | Jij bent alles voor mij                             | Op alle tracks    |
| 2007 | Mega Mindy         | Toby Toby                                           | 1 van de 2 tracks |
| 2007 | Udo                | Ik mis je zo                                        | 1 van de 2 tracks |
| 2007 | Sergio             | Ik laat je los                                      | 1 van de 2 tracks |
| 2009 | Lize Accoe         | Need some sleep                                     | Op de track       |
| 2009 | Mega Mindy         | Tijd voor Mega Mindy                                | 1 van de 2 tracks |
| 2010 | Bart Kaëll         | Mee met de wind                                     | Op de track       |
| 2010 | Mega Mindy         | Ruim baan                                           | 1 van de 2 tracks |
| 2011 | Kevin              | She's got moves                                     | Op de track       |

### Hommages
- Marvin Gaye (samen met Gentse Monique Harcum, Sofie Verbruggen en Sandrine Van Handenhoven).[29]
- 2021-2022: Ella Fitzgerald (in theaterseizoen: samen met Sofie Verbruggen, Sandrine Van Handenhoven en VRT Bigband).[30]

### Tv-programma's
2023:
- De Slimste Mens ter Wereld - als kandidaat (twee afleveringen, waarvan hij er één wist te winnen)
- Amai zeg wauw! - als centrale gast

2024:
- Iedereen beroemd - als gast in een rubriek naar aanleiding van de MIA's 2023
- Vrede op aarde - als gast
- De dag van vandaag - als kandidaat
- De Toots Sessies - als centrale gast
- Ik vraag het aan - als gastzanger
- Sing Again - als gastjurylid
- The Masked Singer - als kandidaat (Feniks)